# Semirossia
Semirossia is een geslacht van inktvissen uit de familie van de Sepiolidae.

## Soorten
- Semirossia equalis (Voss, 1950)
- Semirossia patagonica (E. A. Smith, 1881)
- Semirossia tenera (Verrill, 1880)